# کراتیلوس (افلاطون)
کراتیلوس نام یکی از کتاب‌های نوشته افلاطون، فیلسوف یونانی است که به گفتگوی میان سقراط، کراتیلوس و هرمگنس می‌پردازد. اکثر محققان مدرن متفق‌القول هستند که این کتاب در دوران میانی افلاطون نوشته شده است. در این گفتگو، دو مرد، کراتیلوس و هرموگنس، از سقراط می‌خواهند که به آن‌ها بگوید که آیا نام‌ها متعارف هستند یا طبیعی؛ یعنی آیا زبان سیستمی از نشانه‌های دل‌خواه است یا کلمات رابطه‌ای ذاتی با چیزها دارند.

## خلاصهٔ مکالمه
موضوع کراتیلوس نقدی است بر موضوع نامگذاری.
این نوشته گفتگویی است میان سقراط، کراتیلوس و هرمگنس. هرمگنس دیدگاه سقراط را دربارهٔ این گفتهٔ کراتیلوس جویا می‌شود که: نام‌ها طبیعی هستند و نه نتیجهٔ هم‌رأیی اجتماعی (قراردادی‌گری). سقراط از او شرح بیش‌تری می‌خواهد و او می‌گوید از آن‌جا که ما به آسانی می‌توانیم نام برده‌های خود را تغییر دهیم و نام نو به همان اندازهٔ نام پیشین حقیقی است پس نام‌ها تنها در پی پذیرفته شدن در گروه و خو کردن به آن از آن فرد می‌شوند.
سقراط می‌گوید در صورت درست بودن سخن تو اگر من یک اسب را انسان و یک انسان را اسب بنامم در حالی که دیگران اسب را اسب و انسان را انسان می‌نامند، من همان اندازه به‌حق هستم که دیگران. و هرمگنس می‌گوید آری. سقراط می‌گوید پس تو به دنبال اندیشه‌ای می‌گردی که درستی انگارهٔ تو را نمایان سازد. و از آن‌جا که نام را کوچک‌ترین بخش زبان می‌دانستند نتیجه گرفتند که نام باید جزئی از این اندیشه باشد و نه بر عکس یعنی دلیل بیرون از نام و در بر گیرندهٔ آن است. از سوی دیگر هر دو بر درست بودن نام هم‌رأی بودند و گفتگو بر سر سرچشمهٔ آن بود پس هر دو این را پذیرفتند که نام یک پارهٔ درست از اندیشه‌ای است که در پیش می‌گردند و از این رو سقراط این درستی را به کل آن اندیشه گسترش می‌دهد ولی هرمگنس می‌گوید این حقیقت از فردی به فرد دیگر می‌تواند دگرگون شود که در پی آن سقراط گفتگویی بر رد نسبی بودن حقیقت آغاز می‌کند.

سقراط هنگام بحث درباره یک اسم (onoma) و چگونگی ارتباط آن با موضوع آن، خلق اولیه یک کلمه را با کار یک هنرمند مقایسه می‌کند. یک هنرمند از رنگ برای بیان ماهیت موضوع خود در یک نقاشی استفاده می‌کند. به همین ترتیب، خالق کلمات از حروف حاوی صداهای خاص برای بیان ماهیت موضوع یک کلمه استفاده می‌کند. او اظهار می‌کند:
بهترین راه ممکن برای صحبت استفاده از نام‌هایی است که همه (یا اکثر آن‌ها) چیزهایی هستند که نام برده می‌شوند (یعنی مناسب آن‌ها هستند)، در حالی که بدترین آن‌ها استفاده از نام‌های نامأنوس است.